# ميريام إليزابيث سيمبسون
ميريام إليزابيث سيمبسون (بالإنجليزية: Miriam Elizabeth Simpson) هي عالمة تشريح وطبيبة أمريكية، ولدت في 26 مايو 1894 في شيريدان في الولايات المتحدة، وتوفيت في 2 أكتوبر 1991 في بيركيلي في الولايات المتحدة.